# Алё (озеро, Локнянский район)
Алё (Але, Миритиницкое) — озеро в Михайловской волости Локнянского района Псковской области.
Площадь — 4,8 км² (483,9 га, с островами — 5,0 км² или 497 га). Максимальная глубина — 9,0 м, средняя глубина — 4,3 м.
На берегу озера расположены деревни: Пузево, Миритиницы.
Проточное. Из озера начинает свой исток река Пузна, приток Локни, которая в свою очередь впадает в Ловать. Находится на Бежаницкой возвышенности.
Тип озера лещово-уклейный с ряпушкой. Массовые виды рыб: лещ, щука, ряпушка, плотва, окунь, уклея, красноперка, густера, линь, карась, налим, ерш, язь, пескарь, бычок-подкаменщик, голец, вьюн, щиповка; широкопалый рак (единично).
Для озера характерны в прибрежье — леса, луга, огороды, в литорали — песок, заиленный песок, галька, камни, глина, в центре — ил, заиленный песок, камни, песок.